# Lysander Cutler
Lysander Cutler (16. februar 1807 – 30. juli 1866), var en amerikansk forretningsmand, underviser, politiker og general i De Forenede Staters hær under den amerikanske borgerkrig.

## Tidlige år
Cutler blev født i Royalston i Massachusetts som søn af en farmer. Trods sin fars modstand ønskede han sig en bedre uddannelse end den tilfældige lærdom, han fik i den lokale skole, så han studerede landmåling og begyndte derefter på en karriere som lærer. Da han flyttede til Dexter i Maine blev han nødt til at gøre op med en flok uvorne elever, som havde "pisket og bortjaget" adskillige lærere, som havde forsøgt at bibringe dem disciplin. Cutler skabte sig respekt ved at bruge den første dag på at "gennembanke hver eneste bølle i skolen". Selv om han fik nogen militær erfaring ved at kæmpe mod indianere med Maines milits i 1830-erne, brugte han det meste af tiden før borgerkrigen på forretningstiltag. Han startede en uldmølle, et støberi, at kornmølle, en savmølle og blev meget rig undervejs. Han investerede i forskellige fabrikker og beboelsesejendomme. Han var fremtrædende i offentlige affærer som selectmendirektør for en jernbane, protektor for Tufts College og medlem af statens senat.
Hans uldmølle, som var bygget i 1843, brændte ned til grunden i 1853, hvilket kostede ham hele hans investering. Den finansielle krise i 1856 og lavkonjunkturen i 1857 ruinerede ham, og han besluttede at forlade Maine og flytte til Milwaukee i Wisconsin for at begyndte forfra.
I Wisconsin arbejdede Cutler med at undersøge mulige steder at anlægge miner for et mineselskab. Han måtte ofte tage ture ind i indiansk område, hvor han ofte var truet af baghold og død. Mineselskabet endte med at gå fallit, men en kornforretning, som han havde grundlagt i Milwaukee gav ham et levebrød.

## Borgerkrigen
I den første sommer af den amerikanske borgerkrig blev Cutler som 54-årig udnævnt til oberst for Wisconsins 6. frivillige infanteriregiment den 16. juli 1861. Med tiden blev regimentet en af enhederne i den berømte Iron Brigade. I løbet af efteråret og vinteren havde han en dårlig start som regimentschef, da han gjorde sig uvenner med sine underordnede officerer ved at insistere på, at de skulle bestå eksaminer om militære emner og fjernede dem, hvis han ikke var tilfreds med deres resultater. Mange af mændene i regimentet var indvandret kort tid forinden, og nogle gange gjorde han de menige rasende, når han udskiftede deres officerer med nogen af en anden nationalitet (som af og til talte et andet sprog). Trods disse problemer blev Cutler midlertidigt forfremmet til at lede brigaden i I Corps af Army of the Potomac den 13. marts 1862. Hans mænd jublede, da denne midlertidige position blev udfyldt af brigadegeneral John Gibbon i løbet af sommeren. Første gang, hans regiment for alvor kom i kamp, var ved det Andet slag ved Bull Run, hvor han viste sig at være en hårdnakket fighter. En soldat i hans regiment sagde, at han var ”hårdfør som en ulv”.  Under kampen mod Stonewall Jackson ved Brawner's Farm, blev Cutler alvorligt såret i det højre lår, hvilket betød, at han ikke deltog i Marylandkampagnen og slaget ved Antietam.
Da general Gibbon blev forfremmet til at føre en division, anbefalede han, at den rekonvalescerende Cutler skulle have kommandoen over Iron-brigaden, men oberst Solomon Meredith fra det 19th Indiana havde bedre politiske forbindelser og fik kommandoen til skuffelse for Cutler. Under Slaget ved Fredericksburg i december tildelte divisionens chef, generalmajor Abner Doubleday midlertidigt kommandoen over Iron Brigade til Cutler i nogle timer, fordi han syntes at Meredith var for langsom til at udføre de ordrer, han fik. Efter slaget blev Cutler forfremmet til brigadegeneral med rang fra 29. november 1862. I foråret 1863 fik Cutler kommandoen over 2. brigade, 1. division (James S. Wadsworths), I korps, som han førte i Slaget ved Chancellorsville i maj, hvor brigaden dog kun var involveret i mindre kamphandlinger.
I Slaget ved Gettysburg var Cutlers brigade den første infanterienhed fra Unionen på slagmarken den 1. juli 1863. De blev kraftigt engageret nord for Chambersburg Pike, (76. New York, 147. New York, og 56. Pennsylvania) hvor de modstod adskillige angreb fra Henry Heths og Robert E. Rodes' divisioner, som kom fra vest og nord. Brigaden var på forhånd blevet delt af general John F. Reynolds med en halv-brigade (14th Brooklyn og 95. New York), under kommando af oberst Fowler fra 14. Brooklyn, til at imødegå Archers brigade syd for Chambersburg Pike. Da I korps linje brød sammen klokken 16, havde hans brigade lidt tab på over 50 %. Under den hastige retræte gennem byen Gettysburg fik Cutler to heste skudt væk under sig.
Under resten af slaget holdt Cutlers brigade defensive stillinger på Cemetery Hill, og da de holdt sig i skyttegravene, havde de kun få yderligere tab.
Army of the Potomac blev reorganiseret i foråret 1864, og Cutler fik kommandoen over 1. brigade, 4. division, V korps den 25. marts. Efter at general James S. Wadsworth var blevet dødeligt såret under Slaget ved the Wilderness overtog Cutler kommandoen over 4. division den 6. maj. Han førte divisionen under resten af Overland kampagnen og et stykke ind i Belejringen af Petersburg. Ved Slaget ved Globe Tavern den 21. august 1864 blev han ramt i ansigtet af en granatsplint og blev kraftigt vansiret. Han blev udnævnt til midlertidig generalmajor den 19. august, men måtte opgive sin feltkommando. Resten af krigen tilbragte han som invalid med administration af værnepligten i Jackson, Michigan.

## Efter krigen
Cutler trak sig tilbage fra hæren den 30. juni 1865, fordi hans helbred hurtigt forværredes. Han døde af et slagtilfælde, som lægerne tilskrev komplikationer fra hans sår ved Globe Tavern, i Milwaukee, Wisconsin, og ligger begravet på Forest Home Cemetery.